# 假面騎士×超級戰隊 超級英雄大戰
《假面騎士×超級戰隊 超級英雄大戰》（日语：仮面ライダー×スーパー戦隊　スーパーヒーロー大戦），是由東映製作，於2012年4月21日在日本上映的特攝電影，亦是《假面騎士系列》和《超級戰隊系列》的首部聯動劇場版，香港於2013年11月16日上映，另外自本片開始的《假面騎士系列》和《超級戰隊系列》特攝劇場版在台灣由中華電信MOD首播（包括《假面騎士Fourze》及《特命戰隊Go Busters》的劇場版）。
本作的口號為「全騎士VS全戰隊 大突擊！」、「英雄新世紀-史上最大的英雄大戰！」、「沒看過此片，就沒資格談論英雄！」

## 故事概要
時間線為《假面騎士Fourze》第31-32話，《特命戰隊Go Busters》第8-9話之間。
守護地球的和平，以及為了全人類的笑容與自由而不分日夜作戰的超級英雄－超級戰隊和假面騎士。
西元2012年4月，一個突如其來的大事件正分裂著他們。門矢士／假面騎士DECADE（井上正大飾），竟成為了歷代騎士的大反派所組成的「大修卡」的領導者，並向超級戰隊們展開無差別攻擊；與此同時，瑪貝拉斯／豪快紅（小澤亮太飾）被歷代戰隊惡役組成的「大殘虐」推舉成大帝王，向全假面騎士發出抹殺命令。
這個事件也波及到了新超級英雄－如月弦太朗／假面騎士Fourze（福士蒼汰飾）所屬的假面騎士部和櫻田弘／Red Buster（鈴木勝大飾）所屬的特命戰隊Go-Busters。

## 登場人物

### 《假面騎士系列》登場人物

#### 《假面騎士Decade》登場人物
- 門矢士 / 假面騎士Decade（井上正大 飾；台配：陳彥鈞）

本次劇場版中假面騎士系列的主角代表，被稱為「世界的破壞者」、「摧毀所有假面騎士的破壞者」和「惡魔」，在各個假面騎士世界旅行的人。
繼《劇場版 假面騎士Decade 全騎士 VS 大修卡》之後再度與歷代假面騎士敵人結成隊伍，並成為大修卡的大首領，要把所有超級戰隊全數殲滅。
- 海東大樹 / 假面騎士Diend（戶谷公人 飾；台配：蔣鐵城）

從各個世界中奪得不同的寶物的人物，對豪快紅所找尋「宇宙最大的寶藏」有興趣而現身，与豪快蓝等人一起行动。
- 鳴瀧 / G博士（奧田達士 飾；台配：胡鎮璽）

與門矢士同樣周遊各假面騎士世界的神秘男人，在本次劇場版中成為了大修卡中的G博士一角，最後被門矢士、龍騎和劍三人擊敗後打回原樣並再度從門矢士的面前消失。

#### 《假面騎士Fourze》登場人物
- 如月弦太朗 / 假面騎士Fourze（福士蒼汰 飾，台配：蔣鐵城）

天之川學園高中成為Fourze的高中生，在本电影中主动向豪快红挑战。
- 歌星賢吾（高橋龍輝 飾；台配：賈文安）

天之川學園高中的學生，同時也作為和Zodiarts作戰的假面騎士部的司令，因為在天高中出現了Zodiarts以外的敵人而一時失去了冷靜。
- 城島悠木（清水富美加 飾；台配：連婉鈞）

天之川學園高中的學生，重度的宇宙宅（宇宙オタク），在月面最早目擊了航向地球的大殘虐艦隊。
- 風城美羽（坂田梨香子 飾；台配：連思宇）
大文字隼（富森Justin 飾；台配：陳彥鈞）
野座間友子（志保 飾；台配：待確認）
JK

假面騎士部的成員，知道世界即将毁灭后与Fourze一起行动。
- 朔田流星 / 假面騎士Meteor（吉澤亮 飾；台配：賈文安）

天高的特別編入生，反Zodiarts同盟的潛入員。

#### 《假面騎士OOO》登場人物
- 火野映司 / 假面騎士OOO（渡部秀 飾，台配：賈文安）

和慾望沾不上邊的散漫青年，在這次事件中被捲了進來。
- 泉比奈（高田里穗 飾；台配：連思宇）

和映司同様被捲入這次的事件中，幪面超人OOO被消滅後，與海東（假面騎士DIEND）、Joe（豪快藍）和博士（豪快綠）共同行動。

#### 《假面騎士電王》登場人物
- 桃太洛斯 / 假面騎士電王 Sword Form（關俊彥 聲；台配：胡鎮璽）

乘坐在電列車中的意魔人中的其中一人。
- 浦太洛斯（遊佐浩二 聲；台配：蔣鐵城）
金太洛斯（寺杣昌紀 聲；台配：賈文安）
龍太洛斯（鈴村健一 聲；台配：陳彥鈞）

乘坐在電列車中的意魔人，桃太洛斯的「好友」。
- 奈緒美（秋山莉奈 飾；台配：連婉鈞）

乘坐在電列車中的客艙服務員。
- 車長（石丸謙二郎 飾；台配：賈文安）

電列車的車長。

### 《超級戰隊系列》登場人物

#### 《海賊戰隊豪快者》登場人物
- Captain Marvelous 船長・瑪貝拉斯/ 豪快紅（小澤亮太 飾；台配：胡鎮璽）

本次劇場版中超級戰隊系列的主角代表，對抗宇宙殘虐帝國的豪快者的船長，為了追尋「宇宙最大的寶藏」而來到地球，與歷代戰隊的敵人結成大殘虐帝國，而變成大殘虐帝國的大帝王，要把所有假面騎士全數殲滅。
- Joe Gibken 喬・基布肯 / 豪快藍（山田裕貴 飾；台配：陳彥鈞）
Luka Millfy 露卡・米爾菲 / 豪快黃（市道真央 飾；台配：連思宇）
Don Dogoier 東・多格伊亞（博士） / 豪快綠（清水一希 飾；台配：賈文安）
Ahim de Famille 艾姆・德・法蜜由/ 豪快粉紅（小池唯 飾；台配：連婉鈞）
伊狩鎧 （いかり・がい）/ 豪快銀（池田淳矢 飾；台配：胡鎮璽）

豪快者的成員，為阻止瑪貝拉斯結成大殘虐帝國而前往戰鬥，當豪快黃、豪快銀和豪快粉紅被假面騎士Decade消滅後，豪快綠和豪快藍便與海東及比奈一起行動，合力找出事件真相。

#### 《特命戰隊Go Busters》登場人物
- 櫻田弘（櫻田ヒロム） / Red Buster（鈴木勝大 飾；台配：胡鎮璽）
岩崎龍次（岩崎リュウジ） / Blue Buster（馬場良馬 飾；台配：陳彥鈞）
宇佐見陽子（宇佐美ヨーコ） / Yellow Buster（小宮有紗 飾；台配：連思宇）

在新西曆的世界中與Vaglass戰鬥的特命戰隊Go Buster，无意间知道了假面骑士的存在，在得知大修卡和大殘虐帝國要開戰而前往戰鬥。

## 登場英雄

### 假面騎士

#### 假面骑士Fourze
- 假面骑士Fourze
  - Base States
  - Elek States
  - Fire States
  - Magnet States
- 假面骑士Meteor

#### 假面骑士OOO
- 假面骑士OOO
  - 鷹虎蝗組合
- 假面骑士Birth（ＣＶ：君嶋麻耶）
- 假面骑士Birth Prototype（ＣＶ：岩永洋昭）

#### 假面骑士W
- 假面骑士W
  - CycloneJoker
- 假面骑士Accel

#### 假面骑士DECADE
- 假面骑士DECADE
  - 通常形态
  - 1號型態
  - 龍騎型態
  - Faiz型態
  - 劍型態
  - 響鬼型態
  - KABUTO型態

- 假面骑士DIEND

#### 假面骑士KIVA
- 假面骑士KIVA
  - Kiva Form

#### 假面骑士電王
- 假面骑士電王
  - Sword Form
  - Rod Form
  - Axe Form
  - Gun Form

#### 假面骑士KABUTO
- 假面骑士KABUTO
  - Rider Form
- 假面骑士戰鍬
  - Rider Form

#### 假面骑士響鬼
- 假面骑士響鬼

#### 假面骑士劍
- 假面骑士劍

#### 假面骑士Faiz
- 假面骑士Faiz（ＣＶ:渡部秀）

#### 假面骑士龍騎
- 假面骑士龍騎
- 假面骑士夜騎
- 假面骑士鐵兵

#### 假面骑士顎門
- 假面骑士顎門
  - Ground Form
- 假面骑士G3

#### 假面骑士空我
- 假面骑士空我
  - Mighty Form

#### 假面骑士J
- 假面骑士J

#### 假面骑士ZO
- 假面骑士ZO

#### 真假面騎士 序章
- 假面骑士真

#### 假面骑士Black RX
- 假面骑士Black RX

#### 假面骑士Black
- 假面骑士Black

#### 10號誕生！假面騎士大集合
- 假面骑士ZX

#### 假面骑士Super 1
- 假面骑士Super 1

#### 假面骑士Sky
- Sky Rider

#### 假面騎士Stronger
- 假面騎士Stronger

#### 假面骑士AMAZON
- 假面骑士AMAZON

#### 假面骑士X
- 假面骑士X（CV:清水一希）

#### 假面骑士V3
- 假面骑士V3
- 騎士人

#### 假面骑士
- 假面骑士1號（ＣＶ:稻田徹）
- 假面骑士2號（ＣＶ:藤本たかひろ）

### 超級戰隊

#### 海賊戰隊豪快者
- 豪快紅
  - 赤連者
  - 黑桃A
  - 戰鬥日本
  - 電磁紅
  - Red One
  - 忍者紅
  - 魔法紅
  - 激氣紅
  - 真劍紅
- 豪快藍
  - 真剑蓝
  - 魔法蓝
- 豪快黃
  - 真剑黄
  - 魔法黄
- 豪快綠
- 豪快粉紅
- 豪快銀

#### 特命戰隊Go Busters
- Red Buster
- Blue Buster
- Yellow Buster

#### 秘密戰隊五連者
- 赤連者 Akaranger
- 青連者 Aoranger
- 黃連者 Kiranger
- 桃連者 Momoranger
- 綠連者 Midoranger

#### JAKQ電擊隊
- 黑桃A Spade-A
- 紅心Q Heart-Q
- 梅花K Clover-K
- 方塊J Dia-J
- Big One

#### 戰鬥狂熱J
- 戰鬥日本
- 戰鬥哥薩克
- 戰鬥法國
- 戰鬥肯亞
- 美國小姐

#### 電子戰隊電磁人
- 電磁紅
- 電磁藍
- 電磁黃
- 電磁綠
- 電磁粉紅

#### 太陽戰隊太陽火神
- 火神鷲
- 火神鯊
- 火神豹

#### 大戰隊風鏡Ｖ
- Goggle Red
- Goggle Black
- Goggle Blue
- Goggle Yellow
- Goggle Pink

#### 科學戰隊炸藥人
- Dyna Red
- Dyna Black
- Dyna Blue
- Dyna Yellow
- Dyna Pink

#### 超電子生化人
- Red One
- Green Two
- Blue Three
- Yellow Four
- Pink Five

#### 電擊戰隊變化人
- 變化飛龍
- 變化鷲獅
- 變化天馬
- 變化美人魚
- 變化鳳凰

#### 超新星閃光人
- Red Flash
- Green Flash
- Blue Flash
- Yellow Flash
- Pink Flash

#### 光戰隊覆面人
- Red Mask
- Black Mask
- Blue Mask
- Yellow Mask
- Pink Mask

#### 超獸戰隊生命人
- 紅獵鷹
- 黃獅子
- 藍海豚
- 黑鐵牛
- 綠犀牛

#### 高速戰隊渦輪連者
- 紅渦輪 Red Turbo
- 黑渦輪 Black Turbo
- 藍渦輪 Blue Turbo
- 黃渦輪 Yellow Turbo
- 粉紅渦輪 Pink Turbo

#### 地球戰隊五人組
- Five Red
- Five Blue
- Five Black
- Five Pink
- Five Yellow

#### 鳥人戰隊噴射人
- 紅鷹
- 白天鵝
- 黃梟
- 藍燕
- 黑禿鷹

#### 恐龍戰隊獸連者
- 霸王龍連者
- 長毛象連者
- 三觭龍連者
- 劍齒虎連者
- 翼手龍連者

#### 五星戰隊大連者
- 龍連者
- 獅子連者
- 天馬連者
- 麒麟連者
- 鳳凰連者

#### 忍者戰隊隱連者
- 忍者紅
- 忍者白
- 忍者藍
- 忍者黃
- 忍者黑

#### 超力戰隊王連者
- Oh Red
- Oh Green
- Oh Blue
- Oh Yellow
- Oh Pink

#### 激走戰隊車連者
- 紅車手
- 藍車手
- 綠車手
- 黃車手
- 粉紅車手

#### 電磁戰隊百萬連者
- 百萬紅
- 百萬黑
- 百萬藍
- 百萬黃
- 百萬粉紅

#### 星獸戰隊銀河人
- 銀河紅
- 銀河綠
- 銀河藍
- 銀河黃
- 銀河粉紅

#### 救急戰隊GOGOＶ
- Go Red
- Go Blue
- Go Green
- Go Yellow
- Go Pink

#### 未來戰隊時連者
- 時間紅
- 時間粉紅
- 時間藍
- 時間黃
- 時間綠

#### 百獸戰隊牙吠連者
- 牙吠紅
- 牙吠黃
- 牙吠藍
- 牙吠黑
- 牙吠白

#### 忍風戰隊破裏劍者
- 破裏劍紅
- 破裏劍藍
- 破裏劍黃

#### 爆龍戰隊暴連者
- 暴紅
- 暴藍
- 暴黃

#### 特搜戰隊刑事連者
- 刑事紅（通常形態）
  - SWAT Mode
- 刑事藍（通常形態）
  - SWAT Mode
- 刑事綠（通常形態）
  - SWAT Mode
- 刑事黃（通常形態）
  - SWAT Mode
- 刑事粉紅（通常形態）
  - SWAT Mode

#### 魔法戰隊魔法連者
- 魔法紅
- 魔法黃
- 魔法藍
- 魔法粉紅
- 魔法綠

#### 轟轟戰隊冒險者
- 冒險紅
- 冒險黑
- 冒險藍
- 冒險黃
- 冒險粉紅

#### 獸拳戰隊激氣連者
- 激氣紅（CV:山田裕貴）
- 激氣藍
- 激氣黃（CV:市道真央）
- 激氣紫
- 激氣斬

#### 炎神戰隊轟音者
- 轟音紅（CV:池田純矢）
- 轟音藍
- 轟音黃（CV:小池唯）
- 轟音綠
- 轟音黑

#### 侍戰隊真劍者
- 真劍紅
- 真劍藍
- 真劍粉紅
- 真劍綠
- 真劍黃

#### 天裝戰隊護星者
- 護星紅（CV:千葉雄大）
- 護星粉紅
- 護星黑
- 護星黃
- 護星藍

## 登場怪人

### 大修卡
與歷代假面騎士對抗的惡役所組成的大組織。過去全部被假面騎士消滅，這被士集合起來，要將全部的超級戰隊殲滅。
（☆代表首領或幹部級的角色）
- 修卡（假面騎士）
  - さそり男
  - ゴースター
  - 修卡骨戰鬥員

- 蓋爾修卡（假面騎士）
  - 蓋爾修卡

- 迪斯特龍（假面騎士V3）
  - G博士 / Laser crab ☆
  - 迪斯特龍戰鬥員

- G.O.D.秘密機關（假面騎士X）
  - Apollo Geist ☆

- 德爾薩軍團（假面騎士Stronger）
  - ジェネラルシャドウ ☆

- ドグマ（假面騎士Super 1）
  - ドグマファイター

- ジンドグマ（假面騎士Super 1）
  - コマサンダー

- バダン（假面騎士ZX）
  - タイガーロイド

- 黑暗結社戈爾哥姆（假面騎士BLACK）
  - 影月 ☆

- 克萊西斯帝國（假面騎士BLACK RX）
  - 傑克將軍 ☆
  - 戦闘員チャップ（グレイ）

- NEO生命体（假面騎士ZO）
  - ドラス ☆

- 古朗基（假面騎士空我）
  - ン・ダグバ・ゼバ ☆
  - メ・ビラン・ギ
  - メ・ガリマ・バ
  - ゴ・バベル・ダ剛力体

- Unknown（假面騎士顎門）
  - 地のエル ☆
  - ジャガーロード パンテラス・ルテウス
  - リザードロード ステリオ・デクステラ

- Mirror Monster（假面騎士龍騎）
  - ブロバジェル
  - ガルドミラージュ
  - オメガゼール

- 奧非以諾（假面騎士Faiz）
  - 奧非以諾之王 ☆
  - 犰狳型奧非以諾
  - 犀甲蟲型奧非以諾
  - 樹獺型奧非以諾

- Undead（假面騎士劍）
  - Joker ☆
  - Shell・ Undead
  - Tortoise・Undead

- 魔化魍（假面騎士響鬼）
  - 塗壁之武者童子
  - 四谷のカシャ
  - 魔化魍忍群（白狐）

- 異蟲（假面騎士KABUTO）
  - エピラクナワーム
  - ミュスカワーム
  - キュレックスワーム

- 原蟲（假面騎士KABUTO）
  - グリラスワーム

- 意魔人（假面騎士電王）
  - 蝙蝠意魔人
  - 壁虎意魔人
  - 鼴鼠意魔人 (黑色)

- 牙血鬼（假面騎士KIVA）
  - Bishop・Fangire ☆
  - Rat・Fangire
  - Uotohoggu・Fangire

- Legend Luga (假面騎士Kiva 魔界城之王) 
  - Legend Medusa Luga

- 平行世界之敵（假面騎士DECADE）
  - 十面鬼ユム・キミル（日语：十面鬼#『仮面ライダーディケイド』に登場した十面鬼ユム・キミル） ☆
  - バッファローロード タウルス・バリスタ
  - 千眼怪騎士 (外道眾)
  - 鱷魚意魔人

- 摻雜體（假面騎士W）
  - Weather・Dopant ☆
  - Cockroach・Dopant
  - Spider・Dopant

- Greeed（假面騎士OOO）
  - Mezool ☆

- Yummy（假面騎士OOO）
  - 鍬形蟲Yummy
  - 穿山甲海膽Yummy
  - 翼龍Yummy（雌）

- 超進化生命ミュータミット（假面騎士×假面騎士 Fourze & OOO Movie大戰 Mega Max）
  - サドンダス

### 大殘虐帝國
與歷代超級戰隊對抗的惡役所組成的大組織。過去全部被超級戰隊消滅，再度復活後被Marvelous集合起來，要將全部的假面騎士殲滅。
（☆代表首領或幹部級的角色）
- 黒十字軍（秘密戰隊五連者／豪快者 護星者 超級戰隊199英雄大決戰）
  - 黒十字王 ☆

- 反Bio同盟（超電子生化人）
  - Silver ☆

- 地底冥府 陰非路西亞（魔法戰隊魔法連者）
  - 冥府神 大袞 ☆
  - 冥府神 斯萊普尼爾 ☆
  - 冥府神 德雷克

- 邪闇眾（轟轟戰隊冒險者）
  - 暗之刃（闇影組） ☆
  - 探索者・凱（探索者） ☆
  - 探索者・零（探索者） ☆

- 蠻機族 害惡客（炎神戰隊轟音者 / 侍戰隊真劍者VS轟音者 銀幕BANG!!  / 劇場版 炎神戰隊轟音者VS激氣連者）
  - 總理大臣 幽溝席馬古里坦因 ☆
  - 害統領 巴奇德 ☆

- 外道眾（侍戰隊真劍者）
  - 血祭慟哭 ☆

- 惡魂（天裝戰隊護星者）
  - 救星主之未來世紀（地球救星計畫） ☆
    - 彗星之布雷多蘭（宇宙虐滅軍團War Star） ☆
    - 卓柏卡布拉之武雷多蘭（地球犠獄集團 幽魔獸） ☆
    - 機械人之布雷多RUN（機械禦鏖帝國Matrintis） ☆

  - オルトウロスヘッダーのナモノ・ガタリ（地球救星計畫）
  - ユニベロスヘッダーのバリ・ボル・ダラ（地球救星計畫）
  - ヒドラパーンヘッダーのロー・オ・ザー・リ（地球救星計畫）
  - 惑星之大王蛾・德雷古（宇宙虐滅軍團War Star） ☆
  - 流星之迪勒布塔（宇宙虐滅軍團War Star） ☆

- 宇宙帝國殘虐（海賊戰隊豪快者）
  - 皇帝 阿克德斯‧基爾 ☆
  - 司令官 瓦魯斯‧基爾 ☆
  - 親衛隊長 泰拉茲埃依卡** 軍官 斯戈冥
  - 下級戰鬥員 戈冥

### 過去的敵人
- 棒球假面 （黒十字軍）

## 裝備・戰力
Go Buster王（ゴーバスターオー）
CB-01 Cheetah（Go Buster Ace）、GT-02 Gorilla、RH-03 Rabbit特命合體合成的巨大機器人。劇中Yellow Buster 因為受傷，所以Yellow Buster的座席由Fourze代為控制。
Rocket Go Buster王（ロケットゴーバスターオー）
Fourze的Rocket Switch S-1，劇中使用在Go Buster王上，Go Buster王的雙臂上會出現兩個巨大火箭的武裝形式，在宇宙中有驚人的推進力。
Rocket-Drill Go Buster王（ロケットドリルゴーバスターオー）
Fourze的Drill Switch S-3，劇中使用在Go Buster王上，Go Buster王的雙腳上會出現兩個巨大鑽頭的武裝形式。必殺技是雙臂的巨大火箭組件的噴射加速，並用使用雙腳上同樣是巨大火箭組件的鑽頭貫穿敵人的「戰隊騎士宇宙踢」。
Rocket Switch S-1（Super One） / ロケットスイッチS-1（スーパーワン）　
在《假面騎士×假面騎士 Fourze & OOO MOVIE大戰 MEGA MAX》中，根據美咲撫子（假面騎士Nadeshiko）的SOLU所產生的天文開關。
Drill Switch S-3（Super Three） / ドリルスイッチS-3（スーパースリー）
劇中新產生的天文開關。
豪快帆船（ゴーカイガレオン）
豪快者用來宇宙旅行，可以在空中飛的海賊船，也是豪快者平時的生活起居的地方。劇中豪快王的型態並未登場。
豹田‧Nick（機車模式） / チダ・ニック（バイクモード）
Red Buster的夥伴，由Buddyroid形態變成的機車形態。
Machine Massigler（マシンマッシグラー）
Fourze的專用機車。
Ride Vendor（ライドベンダー）
假面騎士Birth和假面騎士Birth Prototype的專用機車。
電列車（デンライナー）
可以前往過去、現在、未來的時空列車，同時也是野上良太郎（假面騎士電王）的意魔人平時生活起居的地方。
新Cyclone號（新サイクロン号）
假面騎士1號的專用機車。
TriChaser-2000（トライチェイサー2000）
假面騎士空我的專用機車。
Autovajin Vehicle mode（オートバジン ビークルモード）
假面騎士Faiz/555的專用機車。
Kabuto Extender Masked mode（カブトエクステンダー マスクドモード）
假面騎士Kabuto的專用機車。
Machine Kiba（マシンキバー）
假面騎士Kiva的專用機車。
HardBoilder（ハードボイルダー）
假面騎士W的專用機車。
騎士之鑰（ライダーキー）
海賊戰隊豪快者專用假面騎士版本的連者之鑰。
本作中OOO各聯組所變化出來的特別版連者之鑰，豪快紅的鳥系聯組、豪快藍的水系聯組、豪快黃的貓系聯組、豪快綠的蟲系聯組、豪快粉紅的恐龍系聯組及豪快銀的重力系聯組。
豪快帆船迫擊砲可使用騎士之鑰，當豪快帆船迫擊砲插入騎士之鑰，電子音為「TaJaDol Charge」，發射時的電子音為「華麗的OOO」。
護星卡片（ゴセイカード）
護星卡中的特別卡片，護星紅的反射白雲卡「REFLECLOUD（リフレクラウド）」、護星黑的反射石英卡「REFLEQUARTZ（リフレクオーツ）」、護星藍的反射清除卡「REFLECLEAR（リフレクリア）」。由假面騎士Decade、龍騎、Blade使用這三種護星卡。
Big Machine（ビッグマシン）
克瑞斯要塞和Gigant hose合體而成的超巨大戰鬥機器。
克瑞斯要塞（クライス要塞）
大修卡的據點。原本為克萊西斯帝國所使用，劇中為傑克將軍唆使大修卡使用。
Gigant hose（ギガントホース）
大殘虐的據點。和在《海賊戰隊豪快者》本篇中殘虐帝國第二次地球侵略艦隊所使用旗艦的同型旗艦。

## 主題歌
「情熱 〜 We are Brothers〜」
- 作詞 - 藤林聖子
- 作曲 - AYANO（日语：AYANO!）
- 編曲 - RIDER CHIPS、五十嵐"IGAO"淳一、中川幸太郎
- 歌 - Hero Music All Stars
  - 椎名慶治（日语：椎名慶治）
  - 仮面ライダーGIRLS
  - 上木彩矢
  - TAKUYA（日语：TAKUYA）
  - m.c.A・T（日语：m.c.A・T）
  - RIDER CHIPS
  - 松本梨香
  - 高橋秀幸（日语：高橋秀幸）
  - 松原剛志
  - 押谷沙樹（日语：押谷沙樹）
  - NoB
  - PSYCHIC LOVER
  - 高取秀明
  - 谷本貴義
  - 岩崎貴文
  - Sister MAYO
  - 五條真由美

## 其他相關放映

### 網路電影
『網路版 假面騎士×超級戰隊 超級英雄大事件 〜犯人到底是誰〜』，是2012年4月1日東映特撮BB的テレ朝動画的付費配信，也可以說是電影本篇外所附帶的特別番外篇。

#### 網路版工作人員
- 原作 - 石之森章太郎、八手三郎
- 脚本 - 米村正二、白倉伸一郎
- 監督 - 加藤弘之

#### 網路版登場角色
- 如月弦太朗 / 假面騎士Fourze - 福士蒼汰 飾/聲
- 歌星賢吾 - 高橋龍輝 飾
- 城島ユウキ - 清水富美加 飾
- 朔田流星 / 假面騎士Meteor - 吉澤亮 飾/聲
- 大文字隼 - 冨森ジャスティン 飾
- 野座間友子 - 志保 飾
- JK - 土屋シオン 飾
- 速水公平 - 天野浩成 飾
- 櫻田ヒロム / Red Buster - 鈴木勝大 飾/聲
- 岩崎リュウジ / Blue Buster - 馬場良馬 飾/聲
- 宇佐美ヨーコ / Yellow Buster - 小宮有紗 飾/聲
- 仲村ミホ - 西平風香 飾
- 豹田‧Nick - 藤原啓治 聲
- 猩崎‧Banana - 玄田哲章 聲
- 兔田‧Lettuce - 鈴木達央 聲
- 鳴瀧 - 奧田達士 飾
- 假面騎士1號 - 稲田徹 飾
- 浦太洛斯 - 遊佐浩二 聲
- 豪快紅 - 小澤亮太 聲
- 豪快銀 - 池田純矢 聲
- 永徳 - 永徳 飾
- 加藤監督 - 神尾佑 飾

#### 網路版各話標題
| 話數 | 標題 | 中文                                          | 登場英雄 | 配信日期      |
| ---- | ---- | --------------------------------------------- | --- | ------------- |
| 1    |      | 假面騎士殺人事件 名偵探就是你!（推理編）      | - 假面騎士Fourze Base States - 假面騎士Meteor - 假面騎士DECADE - 假面騎士W Cyclone Joker - 桃太洛斯 - 破裏劍紅 - 忍者紅 - 豪快紅                                                                                   | 2012年4月1日  |
| 2    |      | 超級戰隊殺人事件 名偵探就是你!（推理編）      | - Red Buster - Blue Buster - Yellow Buster - 豪快粉 - 護星粉 - 真劍粉 - 假面騎士OOO 鷹虎蝗 - 假面騎士W Cyclone Joker - 假面騎士1號 - 假面騎士2號 - 天空骑士 - 假面騎士真                                           | 2012年4月1日  |
| 3    |      | 特命探偵Buddy Go! 來自財團X的挑戰狀           | - Red Buster - 豹田‧Nick - 假面騎士W Luna trigger | 2012年4月13日 |
| 4    |      | 特命探偵Buddy Go! 來自鴻上的挑戰狀            | - Blue Buster - 猩崎‧Banana - 假面騎士OOO 翼角暴 - 霸王龍連者 - 三觭龍連者 - 翼手龍連者 | 2012年4月13日 |
| 5    |      | 成人的鳴海偵探事務所 豪快者是抄襲DECADE?      | - 豪快銀 - 浦太洛斯 | 2012年4月13日 |
| 6    |      | 成人的鳴海偵探事務所 「快者」到底是什麼?      | - 豪快銀 - 浦太洛斯 - 轟音紅 - 真劍紅 | 2012年4月13日 |
| 7    |      | 假面騎士殺人事件 名偵探就是你!（解決編）      | - 假面騎士Fourze Base States - 假面騎士Meteor - 假面騎士DECADE - 假面騎士W Cyclone Joker - 假面騎士Faiz - 桃太洛斯 - 破裏劍紅 - 忍者紅 - 豪快紅                                                                    | 2012年4月20日 |
| 8    |      | 超級戰隊殺人事件 名偵探就是你!（解決編）      | - Red Buster - Blue Buster - Yellow Buster - 豪快粉 - 護星粉 - 真劍粉 - 轟音紅 - 真劍紅 - 護星紅 - 假面騎士OOO 鷹虎蝗 - 假面騎士W Cyclone Joker - 假面騎士1號 - 假面騎士2號 - 天空骑士 - 假面騎士真 - 假面騎士Faiz | 2012年4月20日 |
| 9    |      | 特命探偵Buddy Go! 來自天宮圖的挑戰狀          | - Yellow Buster - 兔田‧Lettuce - Oh Red - On Green - Oh Blue - Oh Yellow - Oh Pink - 國王連者 | 2012年4月27日 |
| 10   |      | 成人的鳴海偵探事務所 「亞馬遜」之後的節目是？ | - 豪快銀 - 浦太洛斯 | 2012年4月27日 |

## 外部連結
- 官方网站
- 官方网站